# Fuji Kyuko
La Fuji Kyuko Co., Ltd. (富士急行株式会社, Fuji Kyūkō Kabushiki-gaisha), communément appelée Fujikyu, est une compagnie de transport de passagers qui exploite notamment une ligne de chemin de fer et un réseau de bus dans la préfecture de Yamanashi, au Japon.
La Fujikyu possède le parc d’attraction Fuji-Q Highland et a de nombreuses activités liées au tourisme dans la région du mont Fuji (hôtels, centres de loisirs, golfs, magasins).

## Histoire
La compagnie a été créée le 18 septembre 1926 sous le nom de Fuji Sanroku Denki Tetsudo (富士山麓電気鉄道) et a changé son nom en Fuji Kyuko le 30 mai 1960.
Depuis avril 2022, l'activité ferroviaire est transférée à une filiale créée l'année précédente qui reprend le nom Fuji Sanroku Denki Tetsudo.

## Activité ferroviaire

### Lignes
La compagne gère la ligne Fujikyuko qui relie la gare d'Ōtsuki sur la ligne principale Chūō à la gare de Kawaguchiko à Fujikawaguchiko. Longue de 26,6 km, c'est une ligne au profil montagneux, passant de 358 m (Ōtsuki) à 857 m (Kawaguchiko).
Fujikyu est principal actionnaire des compagnies Gakunan Electric Train (ligne Gakunan) et Jukkokutoge Co., Ltd. (funiculaire Jukkokutōge). Elle gère également le téléphérique Tenjōyama Kōen Kachikachiyama.

### Matériel roulant

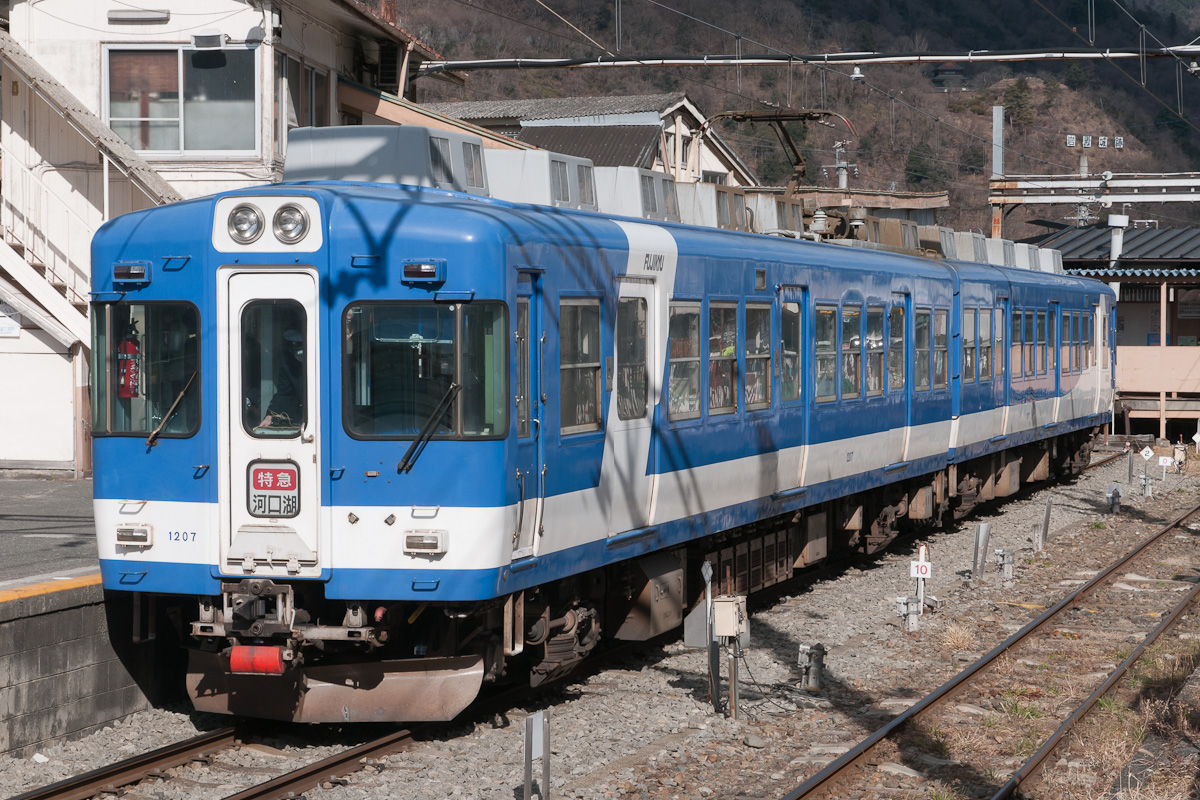
Série 1000 (ex-Keio série 5000)
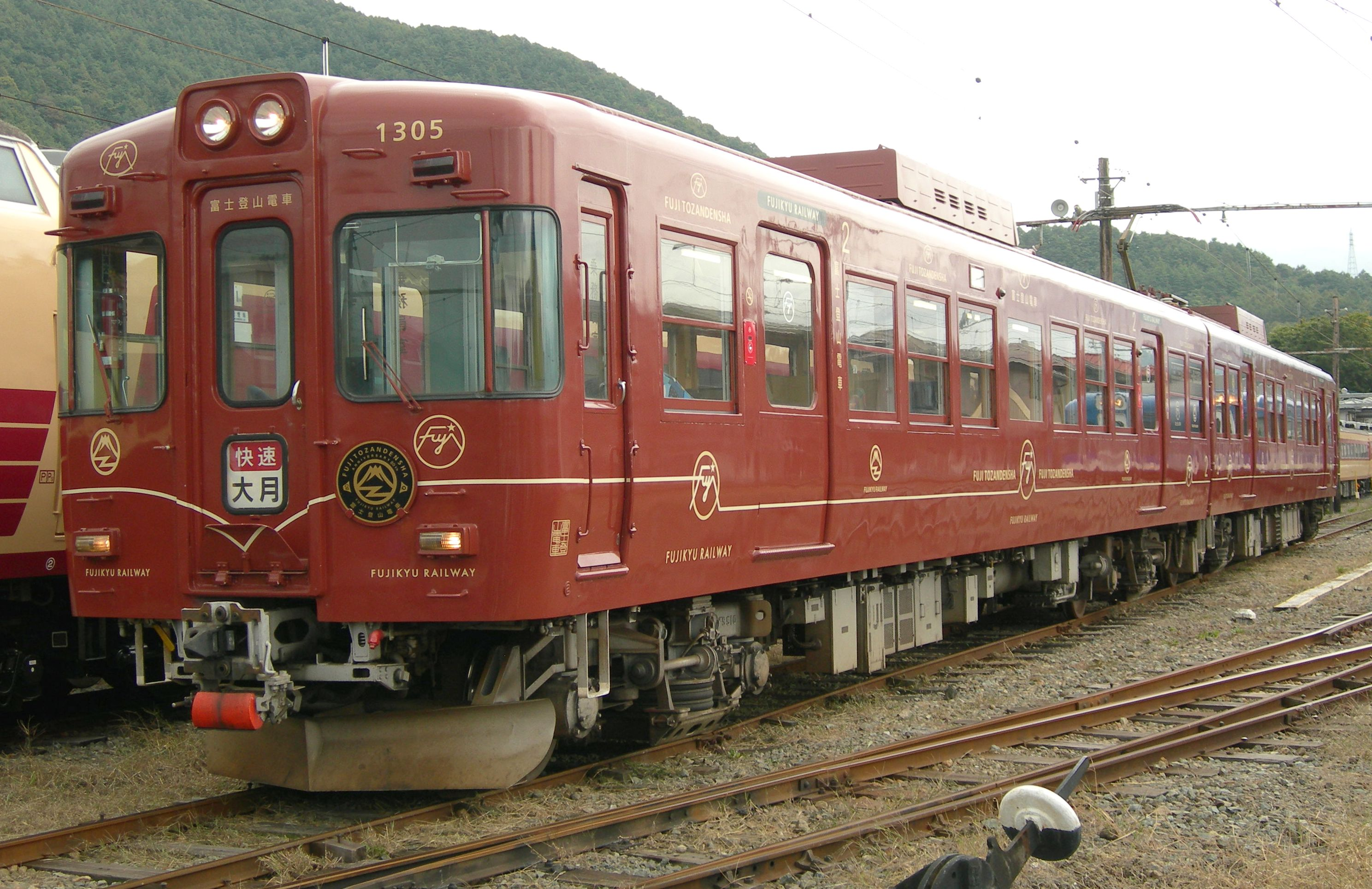
Série 1200 (ex-Keio série 5000)
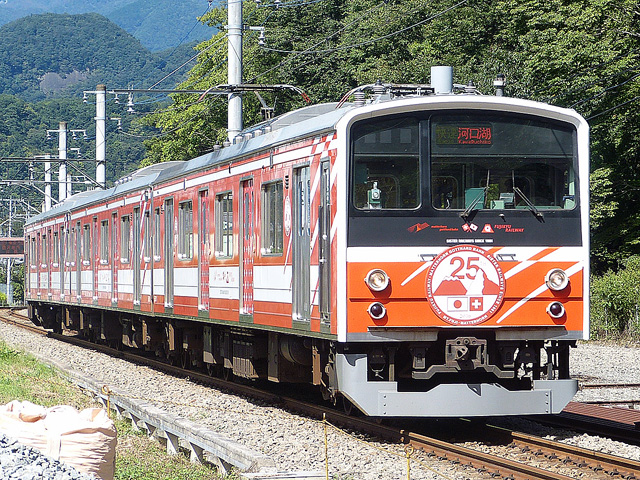
Série 6000 (ex-JR East série 205)
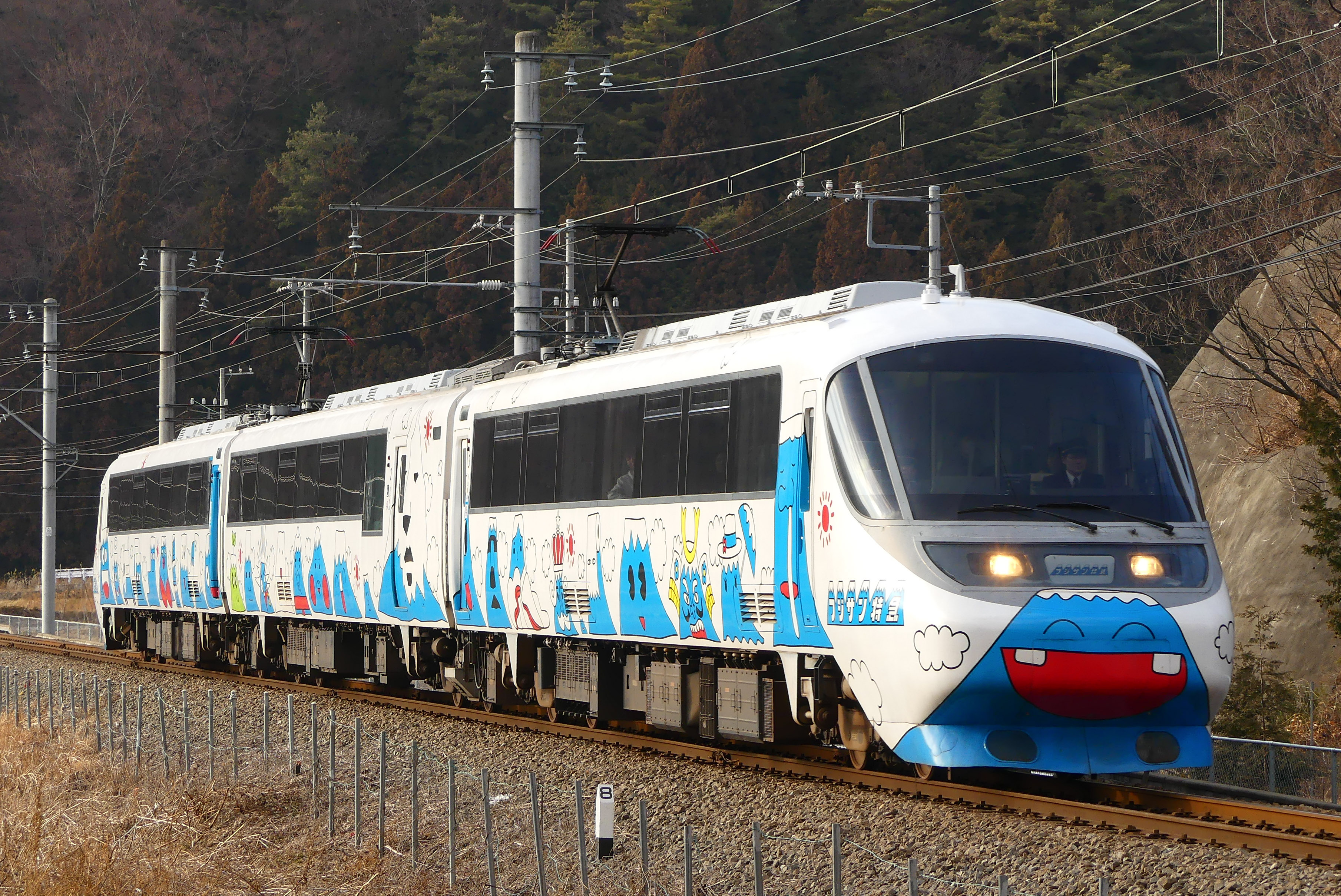
Série 8000 (ex-Odakyū série 20000)
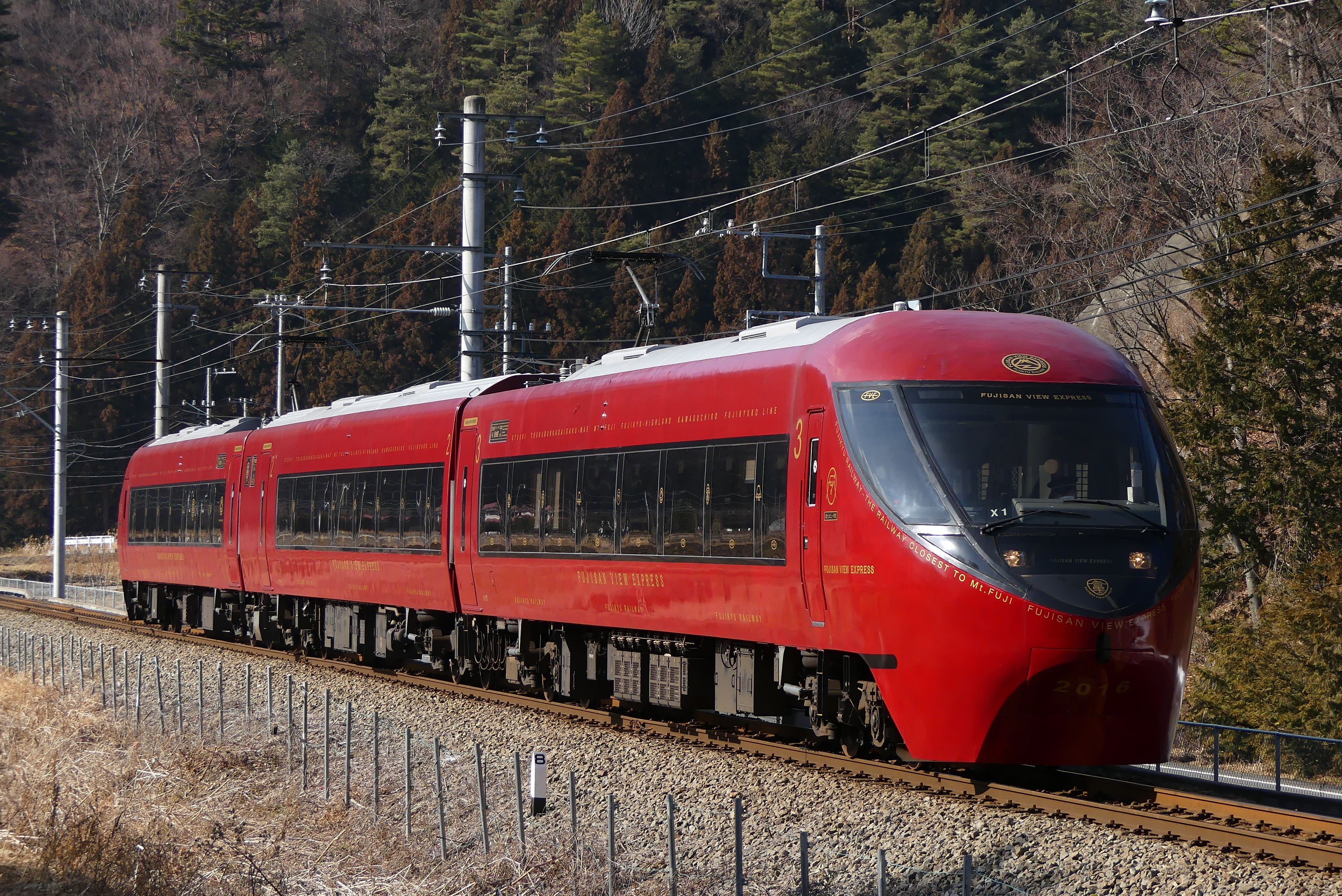
Série 8500 (ex-JR Central série 371)

## Jumelage
La Fujikyu est jumelée avec la compagnie suisse Matterhorn-Gotthard Bahn.